# Copris
Genre
Copris est un genre d'insectes coléoptères, de la famille des Scarabaeidae, de la sous-famille des Scarabaeinae, et de la tribu des Coprini.

## Comportement
Après la confection d'une boule d'excréments, la femelle creuse une loge et pond des œufs à l'intérieur de cette boule. Après la ponte, la femelle et parfois le mâle nettoient et modèlent à nouveau la boule au cours du développement des larves mais meurent souvent avant le développement final des larves. Ce comportement parental est apparu sur une extrémité ramifié d'un phylum et ainsi ne concerne qu'un taxon réduit d'espèces : le genre Copris (comme le montre Halffter en 1997).

## Systématique
- Le genre Copris a été décrit par l'entomologiste français Étienne Louis Geoffroy en 1762[3].
- L'espèce type est Copris lunaris (Linnaeus, 1758).

### Taxinomie
Liste des sous-genres
- Copris (Copris)
- Copris (Microcopris)
- Copris (Paracopris)
- Copris (Sinocopris)

#### Espèces rencontrées en Europe
- Copris hispanus (Linnaeus, 1764).
- Copris lunaris (Linnaeus, 1758).

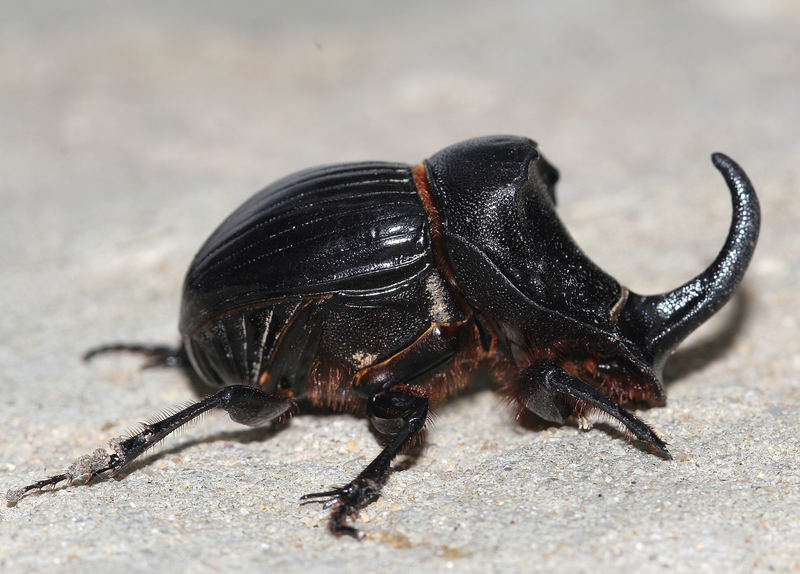
Copris hispanus

- Copris pueli Mollandin de Boissy, 1905.
- Copris umbilicatus Abeille de Perrin, 1901.

#### En Amérique du Nord
- Copris fricator

#### En Afrique
- Copris sexdentatus
- Copris sphaeropterus

### Noms en synonymie
- Copris obliquatus Voet, 1806, un synonyme de Canthon quadriguttatus (Olivier, 1789)